# Živilska panoga
Živilska industrija je kompleksen, globalni kolektiv raznolikih podjetij, ki dobavlja večino hrane, ki jo zaužije svetovno prebivalstvo. Izraz živilska industrija zajema vrsto industrijskih dejavnosti usmerjenih v predelavo, pretvorbo, pripravo, konzerviranje in pakiranje živil. Današnja prehranska industrija se je zelo razširila. Proizvodnja sega od majhnih, tradicionalnih, družinsko vodenih dejavnosti, ki so zelo delovno intenzivne, do velikih, kapitalsko intenzivnih in zelo mehaniziranih industrijskih procesov. Mnoge živilske industrije so skoraj v celoti odvisne od lokalnega kmetijstva ali ribištva.

## Pridelava hrane
Večina hrane, pridelane za živilsko industrijo, prihaja iz surovin, pri katerih uporabljajo običajne kmetijske prakse. Kmetijstvo je postopek pridelave hrane, krmnih izdelkov, vlaknin in drugih želenih proizvodov z gojenjem nekaterih rastlin in rejo udomačenih živali (živine). V povprečju 83 % hrane, ki jo ljudje zaužijejo, pridelajo s kopenskim kmetijstvom. Drugi viri hrane vključujejo ribogojstvo in ribolov. 
Kmetijska praksa je znana tudi kot "kmetovanje". S kmetijstvom naj bi se ukvarjali tudi znanstveniki, izumitelji in drugi, ki se ukvarjajo z izboljševanjem načinov kmetovanja in opreme. Vsak tretji človek po vsem svetu je zaposlen v kmetijstvu, a k svetovnemu BDP prispeva le 3 %. Leta 2017 je kmetijstvo v povprečju državi prispeval 4% BDP. Globalna kmetijska proizvodnja je odgovorna za 14 do 28 % svetovnih emisij toplogrednih plinov, zaradi česar največ prispeva k globalnemu segrevanju, predvsem zaradi običajnih kmetijskih praks, vključno z dušikovimi gnojili in slabim upravljanjem zemljišč.
- Sirarstvo